# میپو اودوبکو
میپو اودوبکو (انگلیسی: Mipo Odubeko؛ زادهٔ ۲۱ اکتبر ۲۰۰۲) بازیکن فوتبال اهل ایرلند جنوبی است.

## زندگی شخصی
اودوبکو در دوبلین جمهوری ایرلند از پدر و مادر نیجریه‌ای به دنیا آمد و در تلا بزرگ شد.